# ديانا روس
ديانا إرنستين إيرل روس (بالإنجليزية: Diane Ernestine Earle Ross)‏ (ولدت في 26 مارس 1944) هي مغنية آر إن بي وبوب وممثلة أمريكية. تعد ديانا روس واحدة من أنجح المغنيات في عهدها بسبب نجاحها كمغنية منفردة وكقائدة فرقة سبريمز خلال الستينات.
في عام 1976، أعطت مجلة بيلبورد ديانا روس لقب أفضل مغنية في القرن. في عام 1993، دخلت ديانا روس موسوعة غينيس للأرقام القياسية كأنجح مغنية من حيث المبيعات، إلا أن ماريا كيري استطاعت التفوق عليها بعد ذلك. 18 أغنية من أغاني ديانا روس وصلت للمرتبة الأولى في سباق أغاني الولايات المتحدة، 12 منها غنتها مع فرقة سبريمز. وهي واحدة من قلة مغنيات البوب اللواتي حصلن على جائزة أوسكار للتمثيل، بعدما أدت دور شخصية «بيلي هوليداي» في فيلم «السيدة التي تغني البلوز» (Lady Sings the Blues) عام 1972.

## أهم الأعمال الموسيقية
- 1970: Diana Ross
- 1971: Everything Is Everything
- 1971: Diana
- 1971: Surrender
- 1972: Lady Sings the Blues
- 1973: Touch Me in the Morning
- 1973: Diana & Marvin
- 1973: Last Time I Saw Him
- 1974: Live at Caesar's Palace
- 1976: Diana Ross
- 1977: An Evening with Diana Ross
- 1977: Baby, It's Me
- 1978: Ross
- 1979: The Boss
- 1980: diana
- 1981: To Love Again
- 1981: Why Do Fools Fall in Love
- 1982: Silk Electric
- 1983: Ross
- 1984: Swept Away
- 1985: Eaten Alive
- 1987: Red Hot Rhythm & Blues
- 1989: Workin' Overtime
- 1989: Greatest Hits Live
- 1991: The Force Behind the Power
- 1992: Stolen Moments: The Lady Sings Blues and Jazz
- 1993: Christmas in Vienna
- 1995: Take Me Higher
- 1999: Every Day Is a New Day
- 2001: Love & Life: The Very Best of Diana Ross
- 2006: Blue

## وصلات خارجية
- ديانا روس على أول ميوزيك
- ديانا روس على موقع IMDb (الإنجليزية)
- ديانا روس على موقع ميتاكريتيك (الإنجليزية)
- ديانا روس على موقع الموسوعة البريطانية (الإنجليزية)
- ديانا روس على موقع روتن توميتوز (الإنجليزية)
- ديانا روس على موقع مونزينجر (الألمانية)
- ديانا روس على موقع قاعدة بيانات الأفلام العربية
- ديانا روس على موقع ألو سيني (الفرنسية)
- ديانا روس على موقع ميوزك برينز (الإنجليزية)
- ديانا روس على موقع رولينغ ستون (الإنجليزية)
- ديانا روس على موقع تيرنر كلاسيك موفيز (الإنجليزية)
- الموقع الرسمي
- Fan Club
- قالب:HWOF

قالب:The Supremes
قالب:Diana Ross